# Susanne Rupp
Susanne Rupp (* 1967) ist eine deutsche Anglistin.

## Leben
Von 1987 bis  1993 studierte sie Musikwissenschaft, Anglistik, Vergleichende Literaturwissenschaft: LMU München, TU Berlin, Glasgow University. Nach dem Magister im September 1993 (Hauptfach Musikwissenschaft) an der Technischen Universität Berlin (Magisterarbeit: Kurt Weills Zweite Sinfonie im Spannungsfeld des Neoklassizismus) war sie von November 1993 bis Oktober 1998 wissenschaftliche Mitarbeiterin am Institut für Englische und Amerikanische Literaturwissenschaft der Technischen Universität Berlin. Von Januar 1999 bis Dezember 2003 war sie wissenschaftliche Mitarbeiterin am Sonderforschungsbereich 447 „Kulturen des Performativen“ an der Freien Universität Berlin, Projekt A4 „Dialogizität und Performanz: Die Theatralisierung kultureller Medien im frühneuzeitlichen England“, Leitung: Manfred Pfister.
Nach der Promotion im Februar 2000 an der Technischen Universität Berlin im Fach Englische Literaturwissenschaft Dissertation: “From Grace to Glory”: Himmelsvorstellungen in der englischen Theologie und Literatur des 17. Jahrhunderts (Beurteilung: summa cum laude) und der Habilitation im Juli 2004 im Fach Englische Philologie an der FU Berlin (Habilitationsschrift zu: Die Macht der Lieder: Studien zur weltlichen Vokalmusik der Tudorzeit), vertrat sie von April 2005 bis September 2005 den Lehrstuhl für Neuere Englische Literatur an der Universität Stuttgart. Von Oktober 2005 bis September 2006 lehrte sie als Gastprofessorin am Institut für Englische Philologie an der Freien Universität Berlin. Von Oktober 2006 bis März 2007 hatte sie eine  DFG-finanzierte „Eigene Stelle“ an der Humboldt-Universität zu Berlin / Projekt: „Alexander Popes Homer-Übersetzungen (1715–26) und die Herausbildung eines historischen Bewusstseins im Augustan Age“. 
Seit April 2007 lehrt sie als Professorin für Britische Literatur und Kultur an der Universität Hamburg. Von März 2010 bis Juli 2014 war sie Prodekanin für Studium und Lehre. Seit August 2014 ist sie Vizepräsidentin für Studium und Lehre der Universität Hamburg.
Ihre Schwerpunkte sind britische Literatur und Kultur im Zeitraum von 1500 bis 1800, Komparatistik: Musik – Literatur, religiöse und theologische Diskurse der frühen Neuzeit und Klassizismus in England.

## Schriften (Auswahl)
- “From Grace to Glory”. Himmelsvorstellungen in der englischen Theologie und Literatur des 17. Jahrhunderts. Heidelberg 2001, ISBN 3-8253-1227-5.
- Die Macht der Lieder. Kulturwissenschaftliche Studien zur Performativität weltlicher Vokalmusik der Tudorzeit. Trier 2005, ISBN 3-88476-735-6.
- als Herausgeberin mit Tobias Döring: Performances of the Sacred in Late Medieval and Early Modern England. Amsterdam 2005, ISBN 90-420-1805-4.